# Aphodius abyssinicus
Aphodius abyssinicus là một loài bọ cánh cứng trong họ Scarabaeidae. Loài này được Harold miêu tả khoa học lần đầu tiên vào năm 1861.